# Любомльська районна рада
Любомльська районна рада — районна рада Любомльського району Волинської області, з адміністративним центром в місті Любомль.

## Загальні відомості
Любомльській районній раді підпорядковані 1 міська, 1 селищна і 22 сільські ради, до складу яких входять 70 населених пунктів: 1 місто — Любомль, 1 селище міського типу — Головне та 68 сіл.
Населення (станом на 1 жовтня 2009 р.) становить 40,2 тис. осіб. З них 13,2 тис. (32,8 %) — міське населення, 27,0 тис. (67,2 %) — сільське.

## Керівний склад ради
Загальний склад ради: 48 депутати.
- Голова — Гаврилюк Святослав Євгенович, 1962 року народження, член Партія регіонів, обраний 24 листопада 2010 р.
- Заступник голови ради — Фурманюк Валерій Олексійович, 1962 року народження, член Єдиний центр

## Фракції депутатів у районній раді VI-скликання (2010-2014рр.)
| Фракція                            | Кількість депутатів |
| Партія регіонів                    | 17                  |
| Народна партія                     | 9                   |
| «Батьківщина» Блоку Юлії Тимошенко | 8                   |
| Єдиний центр                       | 4                   |
| Всеукраїнське об'єднання "Свобода" | 3                   |
| Політична партія «Фронт Змін»      | 2                   |
| Українська Народна Партія          | 1                   |
| Народний Рух України               | 1                   |
| Партія «Відродження»               | 1                   |
| Політична партія «Сильна Україна»  | 1                   |
| Народний союз «Наша Україна»       | 1                   |
| Всього                             | 48                  |